# Charuto

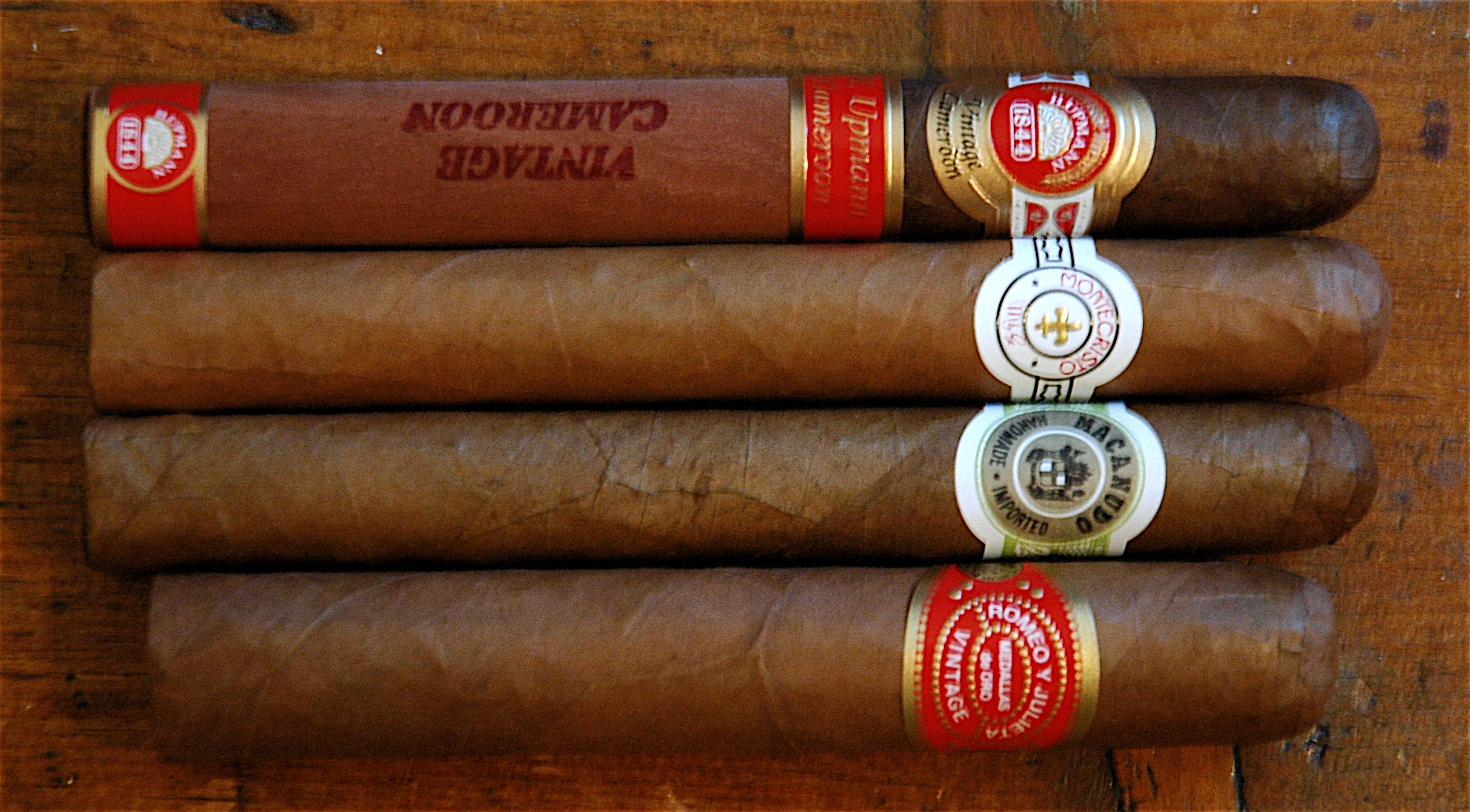
Quatro charutos de diferentes marcas (De cima para baixo: H. Upmann, Montecristo, Macanudo, Romeo y Julieta)

Charuto é uma forma de preparação do tabaco para fumar. Pode ser feito à mão ou à máquina, geralmente fechado em uma das extremidades, que após a remoção de parte da cabeça (parte fechada do charuto) é aceso na outra extremidade e fumado a partir da abertura feita pelo corte.

Atualmente, os charutos são produzidos em vários países, que inclui países americanos (Cuba, Brasil e Chile) e países europeus (Itália, Suíça e Alemanha), mas o país que possui o título de melhor produtor de charutos do mundo, e o retém há décadas, é Cuba. Isto acontece por diversos fatores, entre eles, as condições climáticas, horas de iluminação solar, temperatura, humidade, condições do solo e outros. Uma região especial é Pinar del Río, única região de Cuba que produz os charutos chamados "havanos" (qualquer charuto produzido fora dessa região não recebe essa qualificação).

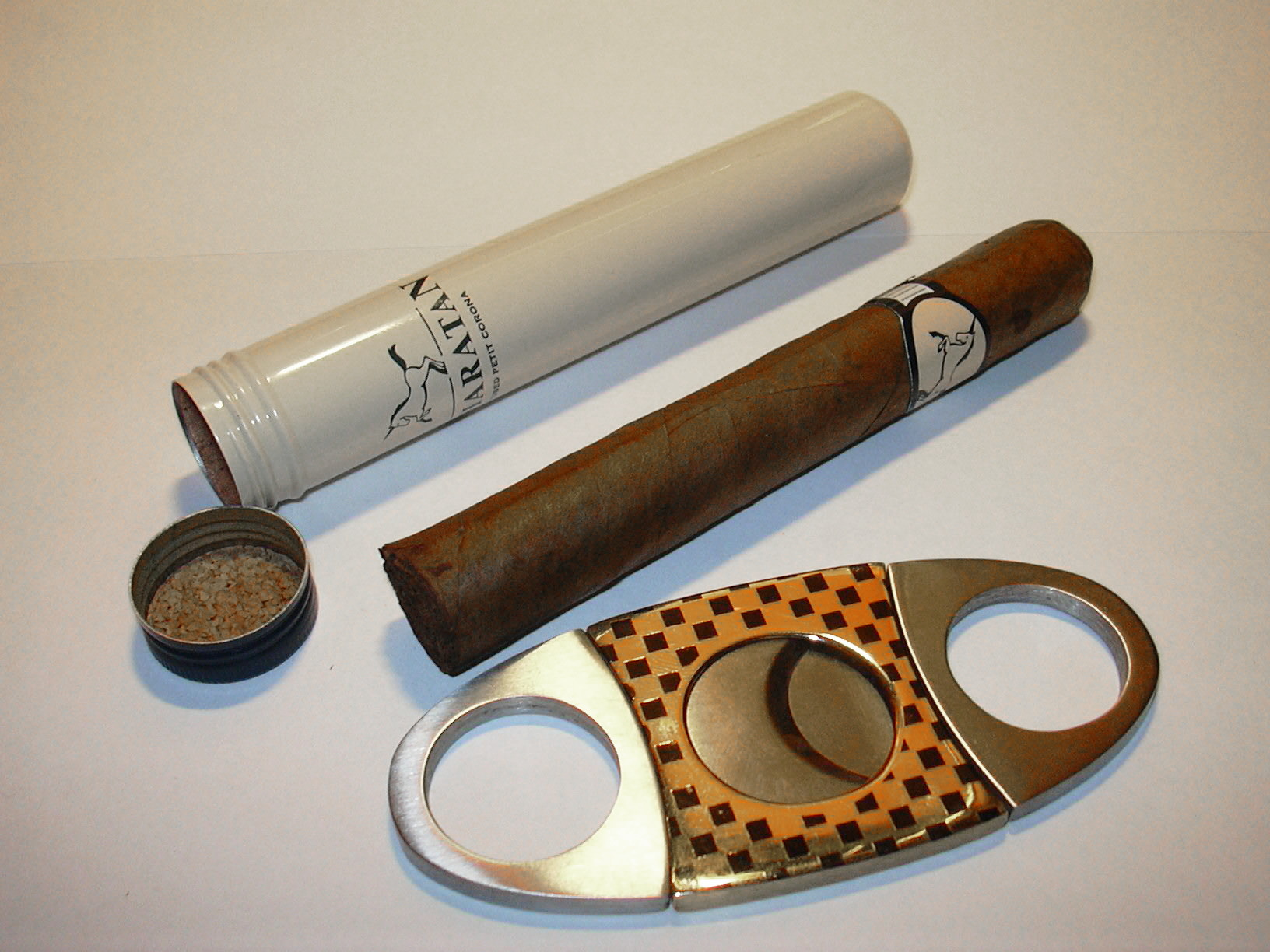
Tubo, charuto e cortador em forma de guilhotina

## História do charuto

### Etimologia
Até hoje não há um consenso quanto a origem das palavras charuto e tabaco. Alguns acham que o tabaco vem de Tobago (a ilha); outros que veio de Tabasco (México). Em 1535, Fernandez de Oviedo, vice-rei da Espanha em São Domingos, escreveu que os nativos "usavam um tubo em forma de Y" inserindo as extremidades da forquilha nas narinas e o tubo em si na planta e os que não encontravam a madeira certa puxavam o fumo por um galho oco e a isso chamavam "tobago", entendendo-se que não se tratava da planta ou do seu efeito, mesmo que ainda haja divergência na literatura.
Uma relíquia datada do século X, descoberta no território da Guatemala, mostra um maia fumando folhas de fumo juntas por um fio de barbante, amarradas na forma de um rolo. O único problema com essa evidência histórica sobre a invenção dos charutos, é que a civilização maia já tinha surgido há mais de dois milénios, portanto, não é possível determinar com precisão quando se fumou dessa forma pela primeira vez.
Nativos de outras áreas também fumavam tabaco por diversos motivos. Os norte americanos nativos, fumavam cachimbos como parte de suas celebrações espirituais; habitantes antigos da América do Sul fumavam folhas de fumo moído envolto em folhas de vegetais; e é conhecido o fato de que os astecas fumavam um caniço oco com tabaco em seu interior.
Raras são as evidências realmente precisas sobre os charutos e outras formas de consumir tabaco, mas pode-se dizer que o tabaco tem sido utilizado para fumar há milénios, e o charuto, tal como é conhecido hoje proveio daí.

### "Curuttu"
A palavra "charuto" deriva provavelmente da palavra tâmil "curuttu", que significa enrolar em espiral, e que deu origem também à palavra "cheroot" em língua inglesa e "cheroute" em francês. É comum em várias regiões do Oriente fumar tabaco ou outras ervas enrolados em folhas. A palavra pode ter chegado à Europa com os navegadores portugueses.

### Colombo e a chegada à América
O tabaco e suas diversas formas só começaram a difundir-se após a chegada de Cristóvão Colombo à América, no ano de 1492. Tentando encontrar um novo caminho para chegar até a Índia, onde o comércio de especiarias gerava grandes fortunas, acabou por desembarcar no dia 28 de Outubro em Cuba, julgando estar na China. Dois homens da sua tripulação - Rodrigo de Jerez e Luis de Torres - foram enviados para explorar a região no mês de Novembro, e retornando, fizeram relatos sobre os índios tainos que: "...tinham tochas nas mãos e ervas das quais inalavam fumaça, ervas secas dentro de uma folha, igualmente seca... acesas na ponta, eram chupadas ou aspiradas, o que lhes entorpece a pele e é quase intoxicante, e dizem que dessa forma jamais sentem fadiga". É provável que um desses homens tenha sido o primeiro europeu a fumar um desses charutos rudimentares.
Décadas mais tarde, Gonzalo Fernandez escreveu em A História Natural das Índias Ocidentais, publicado no ano de 1535, o seguinte relato: "Os habitantes locais utilizavam tubos ocos de madeira em forma de Y pondo as pontas bifurcadas dentro do nariz e no tubo ervas ardentes", demonstrando que o tabaco era consumido pelos mais diversos motivos. Mas o verdadeiro ancestral do charuto era feito de folhas de fumo envoltas em uma folha de outro tipo, tais como bananeira, milho ou palmeira.

### A chegada do tabaco ao Velho Mundo
Assim como a maior parte da história da invenção do charuto é desconhecida, o seu introdutor no Velho Mundo também o é. Cristóvão Colombo não estava interessado em tabaco, pois a sua viagem tinha como objetivo encontrar uma nova rota para chegar até a Índia. Existem vários candidatos ao cargo: o monge Ramon Pane, os navegadores portugueses Fernão de Magalhães e Pedro Álvares Cabral, o conquistador espanhol Hernán Cortés, Francisco Hernandez Gonçalo, Hernandez de Toledo, e até mesmo Américo Vespúcio (o florentino que deu nome a América).
Embora a origem do introdutor seja obscura, pode-se afirmar que com o domínio europeu sobre o Novo Mundo, os marinheiros, exploradores logo começaram a fumar, e após estes, os colonos e conquistadores. Quando os conquistadores retornaram para às suas terras-natais, introduziram o hábito em Espanha e Portugal por volta do século XVI.
Daí, provavelmente o fumo foi levado até a França pelo embaixador francês em Portugal, Jean Nicot, que deu nome à planta (Nicotiana tabacum e à nicotina. Embora haja a versão do padre André Thievet, que teria feito isto no ano 1556, segundo seus defensores. O fumo também foi levado para a Itália e Grã-Bretanha, sendo que neste último país o introdutor foi um dos homens de Sir Walter Raleigh, Thomas Hariot, após uma expedição (embora Raleigh tenha contribuído muito na popularização do hábito na Grã-Bretanha).
No início, o tabaco foi utilizado com outros propósitos, inclusive medicinais: Catarina de Médicis, rainha de França de março de 1547 até julho de 1559, foi apresentada à planta por Nicot, e tomava-a em pó para combater enxaquecas, enquanto outros a tomavam para remediar infecções de pele. Quando Catarina começou a utilizar a planta, esta tornou-se num sinal de riqueza e ficou conhecida por um certo período de tempo como "erva da rainha", e depois como "erva do embaixador", após Nicot ter começado a cultivá-la.

### O cultivo em larga escala

Formatos

No início do século XVI, o tabaco era conhecido em todo o continente europeu e cultivado por colonos na América. Por esta altura, o tabaco já tinha adquirido valor comercial e passou a ser negociado com as metrópoles. Mas a produção em larga escala começou no ano de 1531 em Santo Domingo, Cuba, e em 1600 no Brasil. Na Europa o cultivo começou em 1558 em Portugal, 1559 em Espanha, 1565 na Inglaterra e 1620 em França.
A partir do ano de 1676, Espanha passou a produzir os primeiros charutos usando tabaco cubano em Sevilha, sendo instaladas em 1731 as principais fábricas (após o monopólio estatal ser anunciado em 1717). Finalmente, os charutos ganharam fama e as outras formas de utilização do tabaco passaram a ser menos utilizadas.
Mas o hábito só chegou à América do Norte depois de o coronel Israel Putnam retornar de Cuba, onde era um oficial do exército inglês e participou no cerco de Havana. Antes de participar nas guerras contra os franceses e índios, Putnam era lavrador, e quando retornou a casa em Connecticut, EUA, com charutos e tabaco cubanos, rapidamente se abriram manufacturas tabaqueiras na região de Hatford.

## Definição legal
Nos conformes da legislação portuguesa vigente, consideram-se «charutos» os produtos fabricados que incorporam folha inteira ou picada de tabaco no seu recheio, envolvidas por folha de tabaco homogeneizado ou não, com peso unitário igual ou superior a 4 gramas.